# Rhesala goleta
Rhesala goleta là một loài bướm đêm trong họ Noctuidae.